# Amphiareion van Oropus

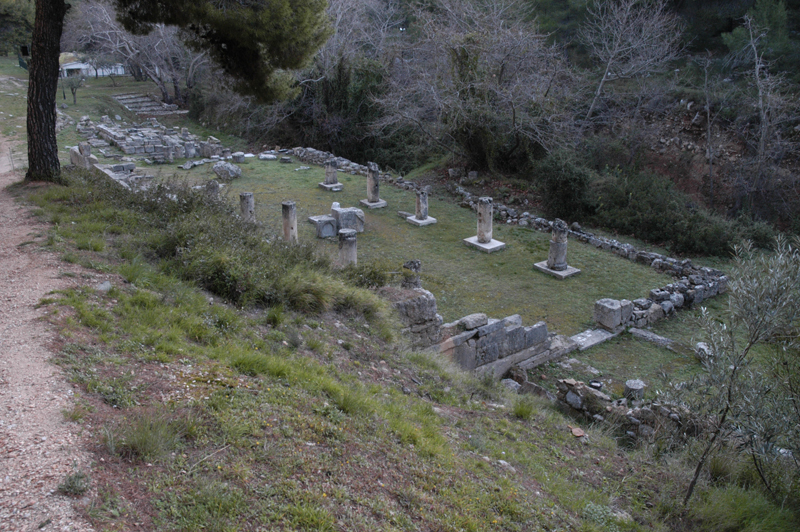
Zicht op de ruïnes van het Amphiareion van Oropus.

Het Amphiareion van Oropus (Oudgrieks: Ἀμφιαρεῖον, Amphiareion of Ἀμφιαράϊον Ὠρωποῦ, Amphiaráïon Ōrōpou) was een Grieks heiligdom en beroemd orakel.
Bij Oropus, waar Amphiaraus als god uit de aarde zou zijn opgestegen. Het was later een zeer rijke tempel, waarbij de bron van Amphiaraus was gelegen, met een beroemd droomorakel. Zij die dit orakel kwamen raadplegen, offerden een zwarte ram en sliepen ’s nachts in de tempel op de vacht daarvan. In hun dromen ontvingen zij dan de mededelingen van de god.
Ook bij Thebe waar hij in de aarde was verdwenen, en op andere plaatsen waren tempels van Amphiaraus.